# Саунагс
Са́унагс или Саунаг (латыш. Saunags, лив. Sǟnag) — древнее ливское село в Латвии. Расположено в Колкской волости Дундагского края, в Слитерском заповеднике непосредственно на берегу Балтийского моря, недалеко от мыса Колка. В советское время здесь была пограничная зона, на берегу стояли пограничные вышки.
Название села происходит от ливского слова sanag — рыба судак. Село состоит из двух частей — более новый Саунагс и исторический Дижсаунагс (Dižsaunags — Великий Саунагс).
Возможно, что Саунагс — это старейшее ливское поселение в Курляндии. Впервые упоминается в документах в 1310 году. На берегу в 2010 году установлен мемориальный знак.
По состоянию на 2016 год, большинство старых деревянных домов используются как дачи с сохранением местного архитектурного ансамбля.

## Источник
- https://en.wikipedia.org/wiki/Saunags
- Half a Century on the Livonian Coast